# Camera d'aria

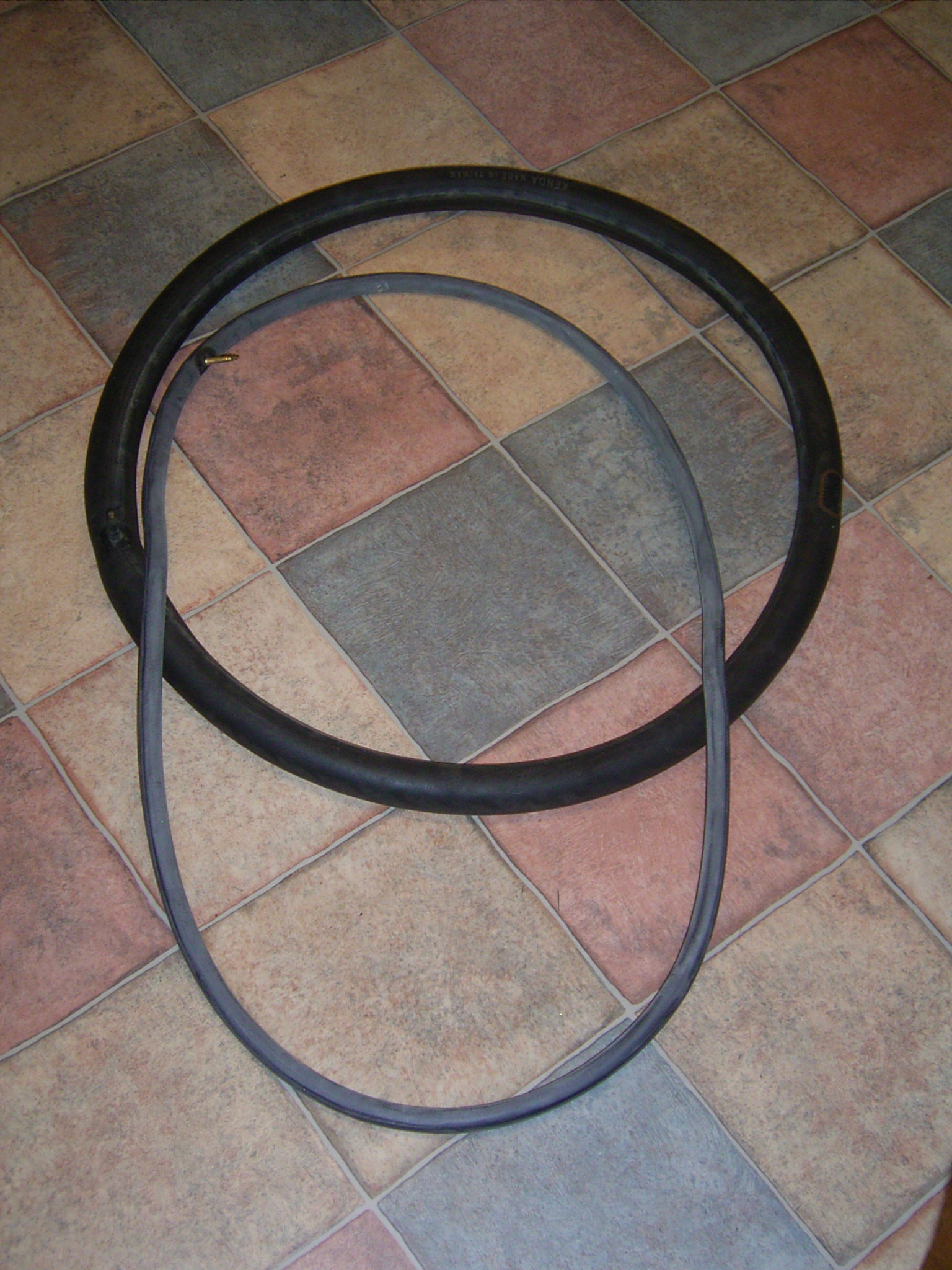
Camere d'aria da bicicletta

La camera d'aria è una struttura tubolare per il contenimento di materiali gassosi inerti in pressione.

## Storia
La prima camera d'aria fu ideata dallo scozzese Robert William Thompson nel 1845, ma non ebbe successo, mentre nel 1888 sempre uno scozzese, John Boyd Dunlop, riprese l'idea di Thompson e la sera del 28 febbraio applicò sul triciclo del figlio Johnny i primi pneumatici, dove la camera d'aria era costituita da un foglio di gomma, ricoperta da una fascia di tela che lo fissava al cerchione, mentre il rivestimento (copertone) era formato da altri fogli di gomma.

## Uso
È utilizzata all'interno di appositi copertoni che necessitano di essa per mantenersi in pressione.
Negli ultimi tempi questa tecnologia appare superata a causa della diffusione dei nuovi pneumatici tubeless che ne rendono superfluo l'utilizzo su cerchi per pneumatici tubeless, ma rimane ancora l'unico sistema per le varie applicazioni fuoristradiste (escludendo le mousse).

## Alternative
Come alternativa alla camera d'aria si hanno:
- le mousse, un particolare elemento di materiale espanso.[2]
- Tire Ball system, si trattano di vari palloni regolabili nella pressione tramite valvole a spillo e che vengono posti all'interno dello pneumatico, costituendo una sorta di mousse[3]

## Descrizione

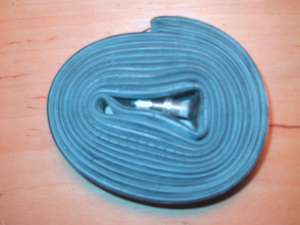
Camera d'aria avvolta

La camera d'aria è formata da un tubo circolare continuo molto elastico, che le permette di espandersi al momento dell'immissione del gas in modo da portare in pressione il copertone in cui è inserita, e da una valvola con un apposito sistema di chiusura che ne consente il gonfiaggio. 
La zona della valvola è la più debole della struttura e generalmente è la più rinforzata per evitare rotture o perdite di gas.

## Valvole
Le camere d'aria, per automobili, motocicli o altro uso, generalmente montano la valvola Schrader (perciò detta valvola Auto o americana); sulle biciclette però esistono diversi tipi di valvole. Sulle bici da strada e sulle mountain bike in alternativa alla Schrader viene montata la valvola Regina (o italiana, in quanto impiegata pressoché esclusivamente in Italia), che garantisce una maggior resistenza del cerchio, in quanto l'alloggiamento della Regina è di Ø 6 mm mentre la Schrader è di Ø 8,5 mm. Altri due tipi di valvole per bicicletta meno diffuse delle precedenti sono la Dunlop (o inglese) e la Presta (o francese): la prima presenta dimensioni che si rifanno alla valvola Schrader ma dal punto di vista funzionale è simile alla valvola Presta; la seconda costruttivamente richiama da vicino la Regina e presenta un'asta interna di bloccaggio della pressione, ma a differenza di quest'ultima dispone di un tappo di chiusura non completamente svitabile.

## Materiali
La camera d'aria è costituita da materiali elastici, che possono essere:
- Caucciù, una gomma naturale, usata sui primi modelli[4]
- Butile, una gomma sintetica
- Lattice, utilizzato su alcune biciclette per uso sportivo[5]

## Danni

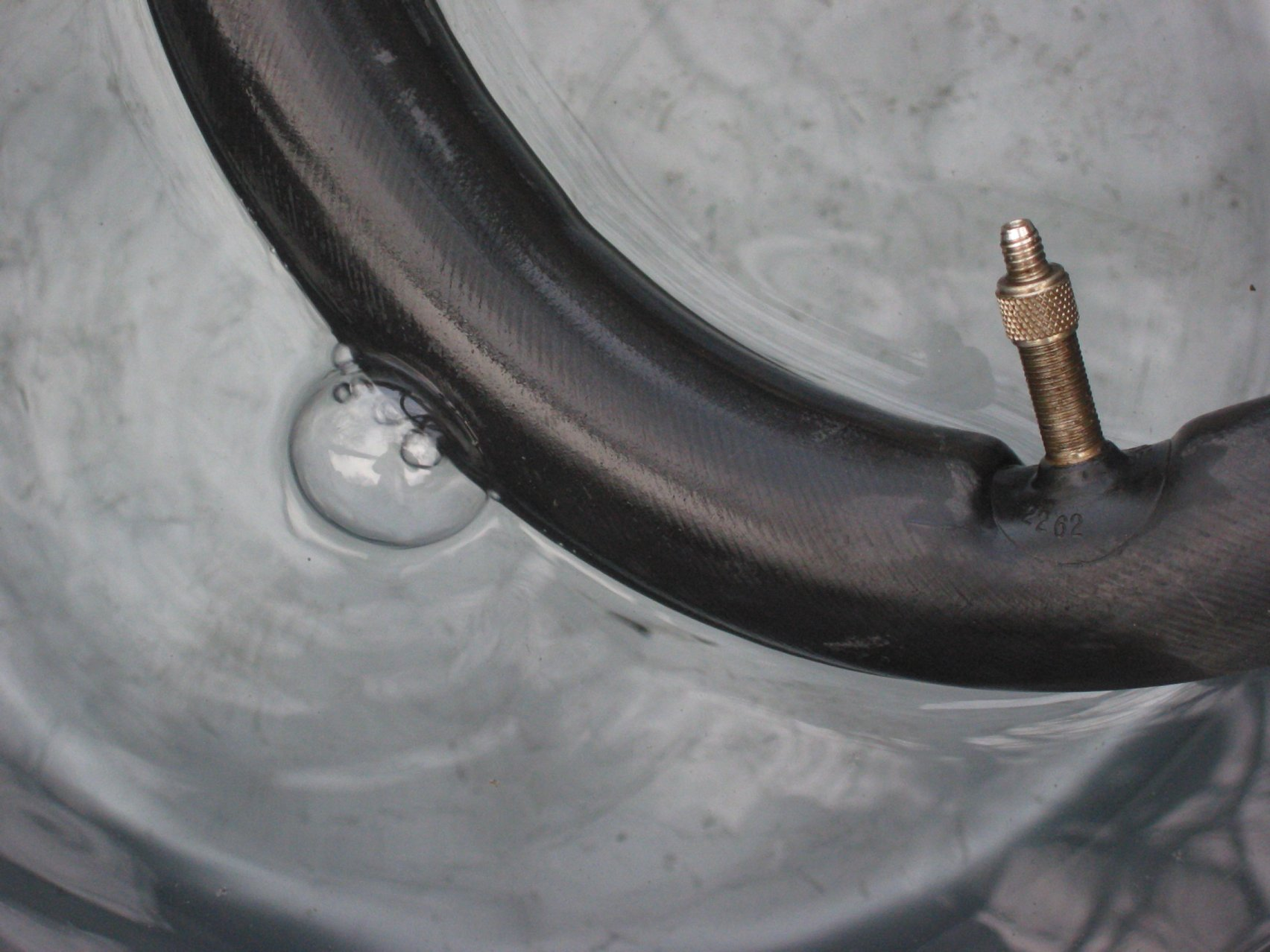
Camera d'aria forata

I danni che possono subire le camere d'aria sono:
- Rottura della valvola, che richiede la sostituzione della camera d'aria. Generalmente questo fenomeno è dato dalla rotazione lungo il cerchione della camera stessa
- Esplosione della camera d'aria, evento molto raro, che richiede la sostituzione della camera d'aria
- Foratura della camera d'aria, danno semplice da individuare immergendo la camera d'aria gonfia in un catino contenente acqua, mentre per la riparazione è sufficiente una toppa con del mastice.
- Taglio della camera d'aria, provoca una repentina perdita di pressione ed è difficilmente riparabile. In genere questo evento si verifica quando si urtano ostacoli con pressione delle gomme è troppo bassa, la camera d'aria viene schiacciata tra l'ostacolo e il cerchione causando così un taglio su di essa.

## Accorgimenti
La camera d'aria può avere come accorgimento:
- Camera d'aria rinforzata, si tratta di un modello che ha uno spessore della camera d'aria maggiore rispetto al normale (1,5 mm), circa il doppio (2,6 mm), ma possono essere anche più spesse (4,5 mm)[6], questo permette di resistere meglio alle forature e ai altri inconvenienti, riducendone la loro frequenza di comparsa.
- Ferma copertone, elemento che viene agganciato allo pneumatico e si avvita sul cerchione (predisposto con un secondo foro per il ferma copertone o tramite un foro ricavato in seguito) tramite un suo perno, in modo da ridurre la rotazione dello pneumatico sul cerchione e la dislocazione laterale, in modo da evitare la rottura della camera d'aria, in quanto la tenuta per attrito radente statico dalla pressione esercitata dall'aria nella camera d'aria si permette la tenuta salda dello pneumatico, ma quando la pressione è bassa e/o la forza di trazione elevata questo tende a slittare sul cerchione.
- Avvitare parzialmente la ghiera della valvola, non avvitando completamente la ghiera della valvola aria, è possibile vedere la rotazione della camera d'aria, grazie all'inclinazione della valvola, infatti tanto più la valvola s'inclina e tanto più la camera d'aria sarà ruotata, vedendo questa situazione ci si può accorgere in tempo ed evitare la lacerazione della camera d'aria.
- Strisce/fasce antiforatura si tratta di anelli o strisce, generalmente in kevlar o in plastica, che si applicano tra copertone e camera d'aria, evitando così di forare la camera d'aria, in quanto evitano o riducono la possibilità che gli oggetti la perforino.
- Liquido sigillante si tratta di un liquido con proprietà sigillanti, capace di riparare piccole forature (sia per camere d'aria sia per pneumatici tubeless), tale liquido viene immesso nella camera d'aria dopo la foratura, ma alcuni liquidi possono essere iniettati in modo preventivo e quindi prima della foratura.
  - Camera d'aria con liquido antiforatura si tratta di una camera d'aria standard in cui viene introdotto del liquido con proprietà sigillanti, che permette di riparare i piccoli fori, ma che dopo un periodo di 1-2 anni tende a perdere la sua fluidità, non garantendo più la sigillabilità e può causare vibrazioni.